# Gargenville
Gargenville är en kommun i departementet Yvelines i regionen Île-de-France i norra Frankrike. Kommunen ligger i kantonen Limay som tillhör arrondissementet Mantes-la-Jolie. År 2022 hade Gargenville 7 848 invånare.

## Befolkningsutveckling
Antalet invånare i kommunen Gargenville
| Referens: INSEE |